# Старокарлыганский сельсовет
Старокарлыганский сельсовет — сельское поселение в Лопатинском районе Пензенской области Российской Федерации.
Административный центр — село Старый Карлыган.

## История
Статус и границы сельского поселения установлены Законом Пензенской области от 2 ноября 2004 года № 690-ЗПО «О границах муниципальных образований Пензенской области».

## Население
| 2002 | 2010 | 2012 | 2013 | 2014 | 2015 | 2016 |
| ---- | ---- | ---- | ---- | ---- | ---- | ---- |
| 896  | ↘888 | ↘862 | ↘843 | ↘820 | ↘791 | ↘780 |
| 2017 | 2018 | 2021 |      |      |      |      |
| ↗784 | ↘766 | ↘720 |      |      |      |      |

## Состав сельского поселения
| № | Населённый пункт | Тип населённого пункта       | Население |
| - | ---------------- | ---------------------------- | --------- |
| 1 | Берлик           | деревня                      | ↘133      |
| 2 | Старый Карлыган  | село, административный центр | ↗755      |